# Фируз I
Фируз I, или Пероз I (Pirouz) е владетел от Сасанидската династия на Персия. Управлява през 457 – 484 г. и се проявява като смел и мъдър управник, но царуването му било изпълнено с големи трудности.

## Управление
Фируз I е син на Яздегерд II и брат на Хормазд III, когото побеждава с помощта на ефталитите и сваля от власт след ожесточена междуособна война. Според Фирдоуси, когато Хормазд III заема трона в Ктезифон, Фируз се намира на източната граница и бяга при ефталитите, от които иска военна помощ срещу брат си, в замяна на териториални отстъпки.
При възкачването на Фируз I държавата е отслабена от дългогодишните войни и гоненията на християни. По време на междуособиците Кавказка Албания се отцепва от сасанидска власт, но в 459 г. е възвърната. Фируз I спира репресиите срещу християните в Армения и подобрява отношенията с Източната Римска империя. В 464 – 471 г. настъпва седемгодишен глад вследствие на суша и слаби реколти. Царят намалява данъците, за да ограничи щетите сред народа и раздава хранителни запаси на бедните.
Около 460 г. кидаритите от Трансоксиана започват нови нападения към североизточните граници на Сасанидската империя. Кавказките провинции са заплашени от хунските племена акацири и сарагури, нахлуващи през Дербентска стена, преди да бъдат победени от персите (ок. 466 – 7 г.). Въпреки вътрешните затруднения и недостига на военни сили, от 464 г. Фируз I подготвя поход срещу кидаритите, които решително побеждава през 467 г. с помощта на ефталитите. През 468 г. персите превземат кидаритската столица, а остатъка от победеното племе до голяма степен попада под властта на ефталитите, които увеличават своята мощ.
В 469 г. ефталитите се обръщат срещу Фируз I и разбиват армията му в Бактрия. Самият цар попада в плен, но по-късно е освободен срещу откуп. Това допълнително утежнява състоянието на държавната хазна, което принуждава Фируз I да търси заем от римския император в Константинопол. Не след дълго Фируз I е провокиран да поднови войната срещу ефталитите, които първоначално успешно напада и преследва в техните земи, където обаче търпи поражение и е пленен за втори път (ок. 470 – 1 г.). За да бъде освободен, царят плаща на ефталитите значителен откуп от 30 мулета натоварени със злато и оставя сина си Кавад като заложник при тях.
В резултат от пораженията, разорението и утежнените данъци, ок. 481 – 2 г. започват метежи сред кавказките народи подвластни на Сасанидите. В продължение на няколко години картлите в Иберия и Кавказка Албания се отделят от централната власт, последвани и от Армения. Въпреки че постига победи срещу бунтовниците, сасанидската монархия не е в състояние да отдели достатъчно сили и средства, за да възстанови напълно контрола над Кавказ. След царуването на Фируз I въстанията постепенно затихват.
През 483 – 4 г. Фируз I се отправя на своя трети и последен поход срещу ефталитите, решен да отмъсти за позора от предишните две поражения. Въпреки съветите на приближените му, царят повежда към Балх внушителна армия от 50 – 100 хиляди души. При Херат персийската армия попада в капан от скрити ровове и е разгромена от ефталитите, а Фируз I загива в битката. Наследен е от брат му Балаш.